# Evženie Maxmilianovna z Leuchtenbergu
Evženie Maxmilianovna z Leuchtenbergu (1. dubna 1845, Petrohrad – 4. května 1925, Biarritz) byla dcerou leuchtenberského vévody Maximiliana de Beauharnais a jeho manželky Marie Nikolajevny Ruské. Ačkoli byla členkou francouzského rodu Beauharnais, narodila se a vyrůstala v matčině rodné zemi, v Rusku.
V roce 1868 se provdala za svého vzdáleného bratrance, vévodu Alexandra Petroviče Oldenburského. Pár měl jediné dítě, syna Petra Alexandroviče Oldenburského. Princezna Evženie a její manžel byli po celém Rusku zvláště známí svou rozsáhlou filantropií, a to natolik, že v roce 1914 mohly noviny napsat, že "pravděpodobně nebyli dva tak milovaní lidé jako vévoda a vévodkyně z Oldenburku".

## Dětství

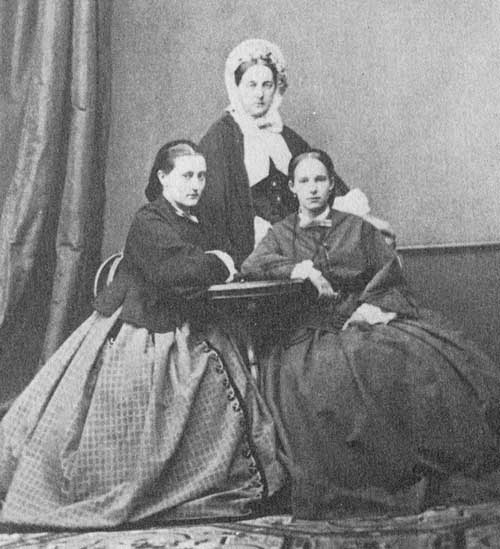
Princezna Evženie (vpravo) a matkou a sestrou Marií.

Princezna Evženie z Leuchtenbergu se narodila 1. dubna 1845 v Mariinském paláci v Petrohradu jako čtvrté dítě a třetí dcera vévody Maximiliana de Beauharnais a jeho manželky Marie Nikolajevny Ruské. Evženiin otec Maximilian, vévoda z Leuchtenbergu, odcestoval do Petrohradu, kde nakonec získal ruku velkokněžny Marie, nejstarší dcery cara Mikuláše I. Maximilianovi byl následně udělen titul císařská Výsost a kníže Romanowsky. Protože byla dcerou ruské velkokněžny a povýšeného ruského knížete, bylo s Evženií i jejími sourozenci vždy zacházeno jako s velkoknížaty a kněžnami.
Princezna Evženie (v rodině zvaná francouzskou formou Eugenie) prožila dětství se svými sourozenci v Mariinském paláci. Oba její rodiče se zajímali o umění a vědu, i díky tomu se tak Evženii dostalo lepšího vzdělání, než většině princezen té doby, studovala hudbu, kresbu, tanec a jazyky. Jako dívka si užívala jízdu na koni a hony na koních a jízda na nich ji poté bavila po celý život.
V roce 1852 zemřel její otec a matka se o dva roky později morganaticky provdala za hraběte Grigorije Stroganova. Vzhledem k tomu, že se provdala bez vědomí svého otce, cara Mikuláše I. (a její bratr car Alexandr II. nemohl sňatek povolit a tak jej ignoroval), byla Marie nucena odejít do exilu v zahraničí. Alexandr však se sestrou soucítil a tak věnoval zvláštní pozornost jejím dětem z prvního manželství, které nejenže ztratily otce, ale zůstaly a žily v Petrohradu i bez matky.
Vzhledem ke svému postavení Evženie často působila v různých dvorních funkcích. V roce 1860 například doprovázela ovdovělou carevnu Alexandru Fjodorovnu do Francie, kde byly obě přivítány císařem Napoleonem III. a císařovnou Evženií. V roce 1866 princezna Evženie, velkokněžna Marie a další významné postavy oficiálně přivítaly amerického velvyslance Cassiuse Claye a zástupce ministra námořnictva Gustava Foxe velkolepým banketem; Clayovi se dostalo cti sedět mezi Evženií a velkokněžnou Alexandrou Josifovnou. Clay a Fox předtím cestovali do venkovského paláce velkokněžny Marie, kde byli oficiálně představeni princezně Evženii; společně poobědvali a poté se oba muži vydali do Petrohradu, aby uskutečnili státní návštěvu.

## Sňatek

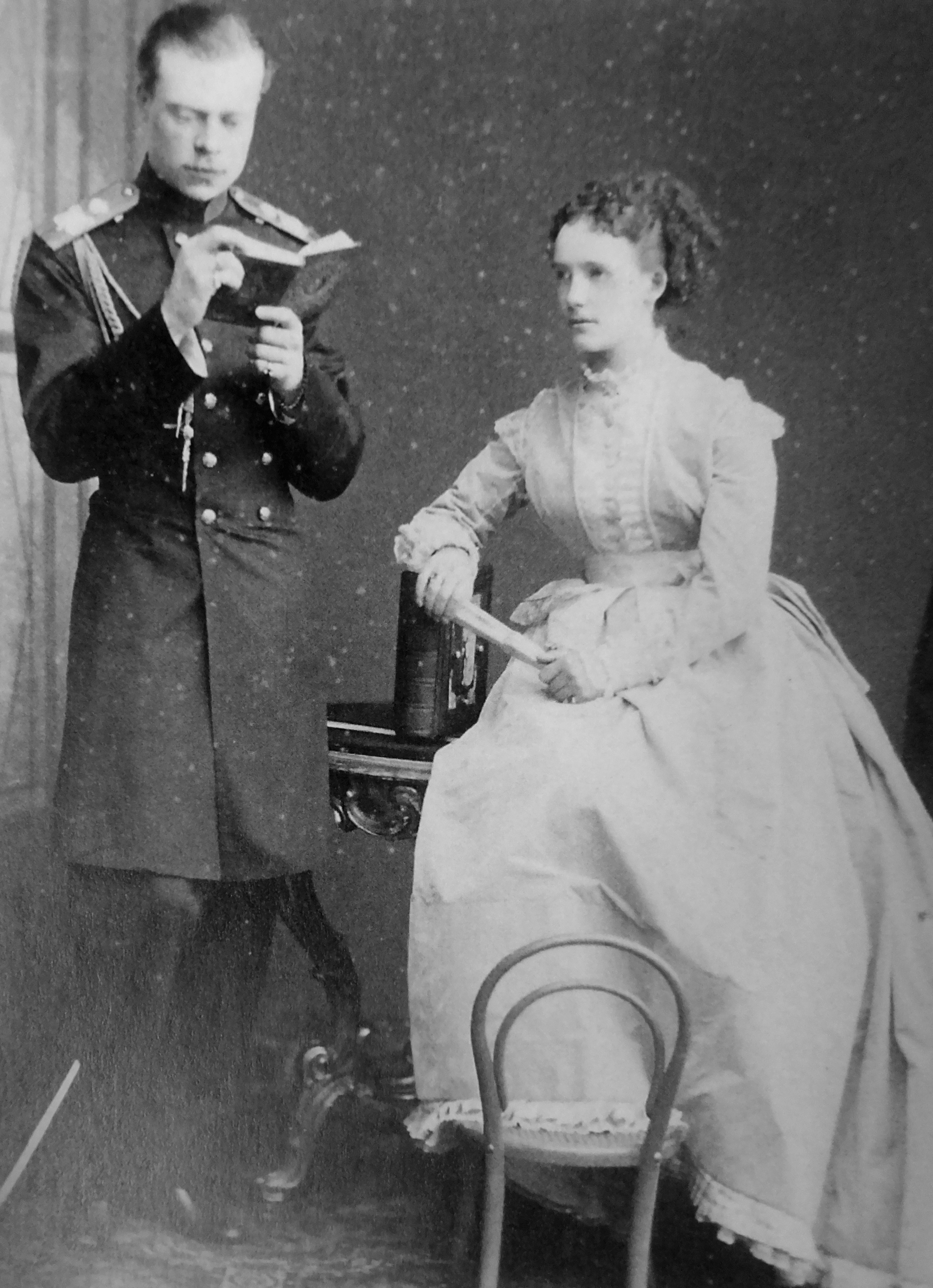
Princezna Evženie Maxmilianovna a její manžel Alexandr Petrovič Oldenburský

Jako mladá žena měla Evženie různé kandidáty na manželství. Jedním z nich byl italský korunní princ Umberto. Z námluv však nakonec sešlo a Umberto se později oženil s Markétou Savojskou. Plánoval se také Evženiin sňatek s bavorským princem Ludvíkem, synovcem řeckého krále Oty. Ani k tomuto sňatku však nedošlo.
Nakonec se dvaadvacetiletá Evženie provdala 19. ledna 1868 v Zimním paláci za vévodu Alexandra Petroviče Oldenburského, syna vévody Petra Oldenburského. Alexandrův dědeček se oženil s ruskou velkokněžnou Kateřinou Pavlovnou, dcerou cara Pavla I., a jejich potomci vyrůstali v Rusku a zcela se "rusianizovali", stejně jako Evženiina vlastní rodina. Navzdory svému německému titulu vyrůstal Alexandr v Rusku a vojensky sloužil ruským carům. Vždy byl považován za součást ruské carské rodiny.
Pár měl jednoho syna, vévodu Petra Alexandroviče Oldenburského. Evženie se dlouhodobě přátelila s carevnou Marií Fjodorovnou a obě ženy napomohly k dohodnutí sňatku Evženiina syna Petra a Mariiny dcery Olgy.

### Ramon

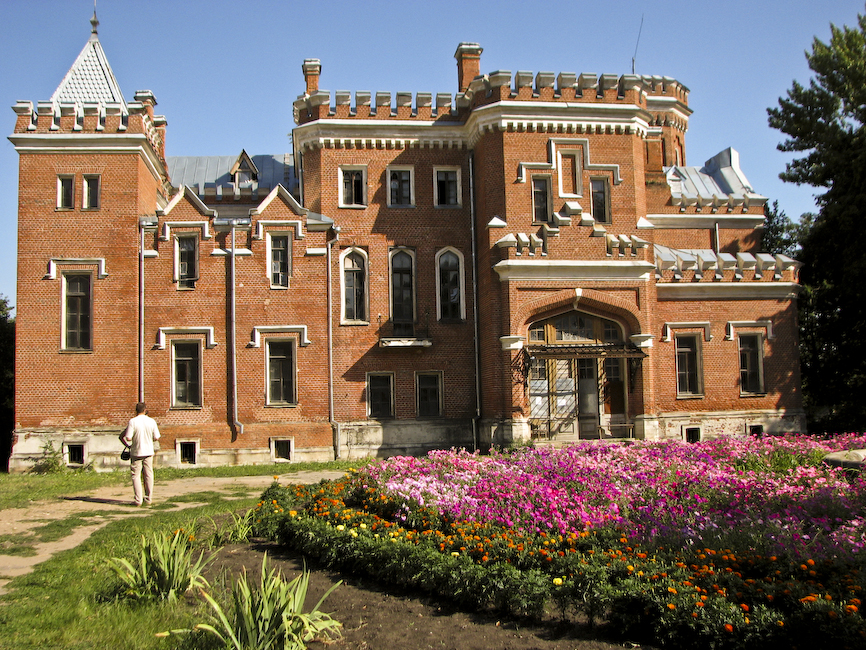
Evženiin palác v Ramonu

Jako svatební dar dostal pár od cara Alexandra II. lokalitu Ramon v jižním Rusku. V roce 1883 si manželé najali architekta Christophera Neyslera a pověřili ho stavbou paláce Ramon, sídla připomínajícího gotický hrad; o čtyři roky později byla stavba dokončena. Poté, co se v roce 1901 za jejich syna provdala velkokněžna Olga Alexandrovna, usadili se v paláci novomanželé a Evženie s manželem si zakoupili sousední statek, aby si zde vybudovali vlastní domov.
V roce 1902 zaútočil na palác dav rolníků a palba způsobila rozsáhlé škody. Později byl palác zkonfiskován Bolševiky a přeměněn na kasárna, školu, nemocnici a bydlení pro chudé dělníky.

## Pozdější život

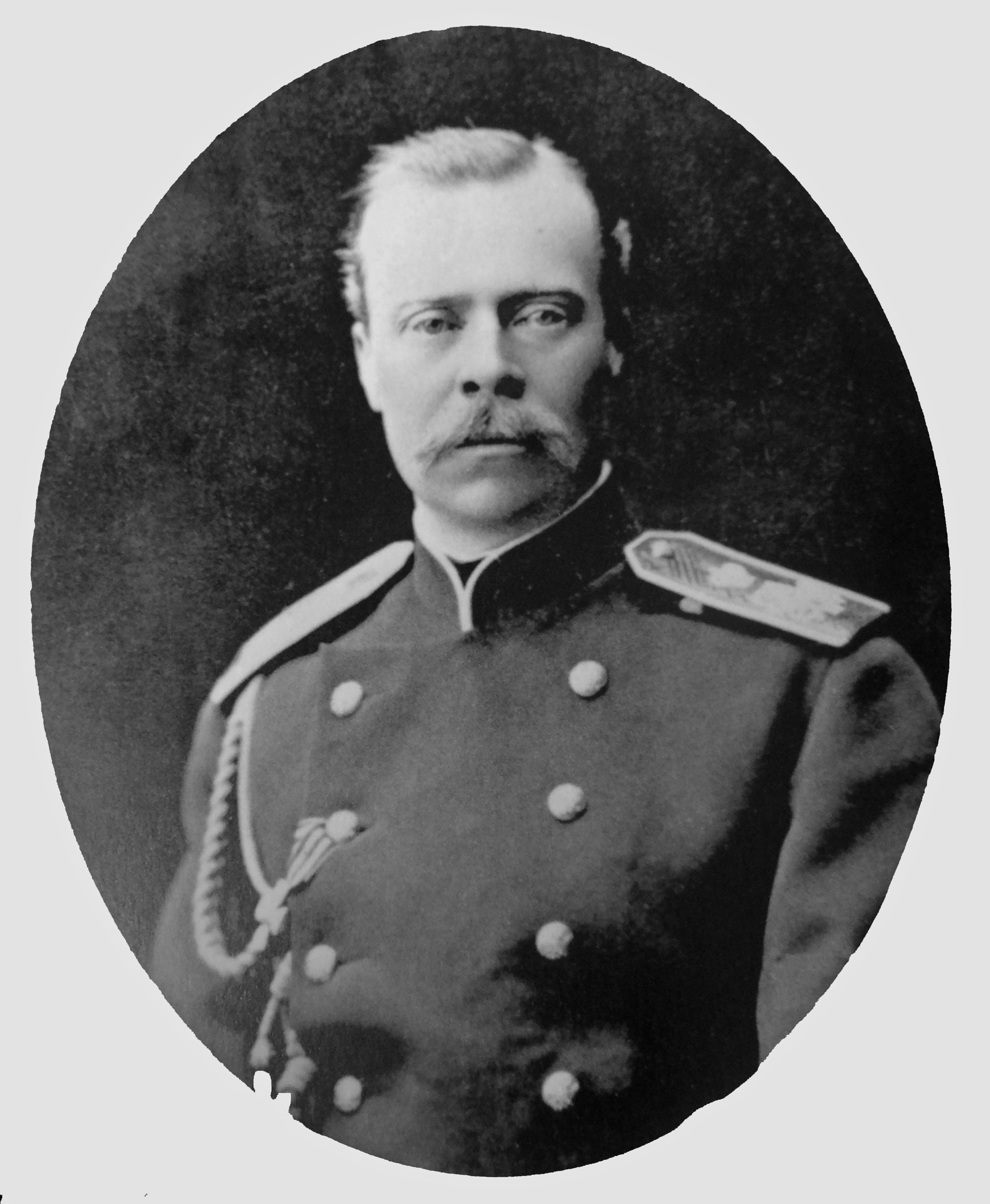
Evženiin manžel vévoda Alexandr Oldenburský.

Vévoda Alexandr byl jedním z nejbohatších knížat Ruska, a to nejen prosstřednictvím svých pozemků a jmění, ale také díky velkému bohatství, které Evženie zdědila po svém dědečkovi Mikuláši I. Alexandr byl také druhý v linii následnictví oldenburského trůnu, protože velkovévoda Fridrich August II. Oldenburský měl pouze jednoho syna, dědičného velkovévodu Mikuláše; kdyby zemřel před svým otcem, stal by se Alexandr předpokládaným dědicem.

### Bulharský trůn
Dne 7. září 1886 abdikoval bulharský kníže Alexandr, což vedlo k tomu, že se různé zainteresované národy zasazovaly za své kandidáty; dva nejvíce znepokojené byly Rusko a Německo, respektive vlády cara Alexandra III. a německého kancléře Otto von Bismarcka. Následně byl ruskou vládnou navržen na bulharský trůn Evženiin manžel Alexandr. Nebyl jen manželem ruské princezny a vnukem ruské velkokněžny, ale také pobočníkem generála cara Alexandra a velícím generálem carské gardy. V několika zoufalých pokusech zabránit Rusku v získání kontroly nad Bulharskem byl však trůn nabídnut uchazečům, kterým chyběly ruské vazby, jako byl dánský princ nebo dokonce rumunský král. Nakonec byl vybrán Ferdinand Sasko-Kobursko-Gothajský, který se stal Ferdinandem I. Bulharským.

### Umění a filantropie

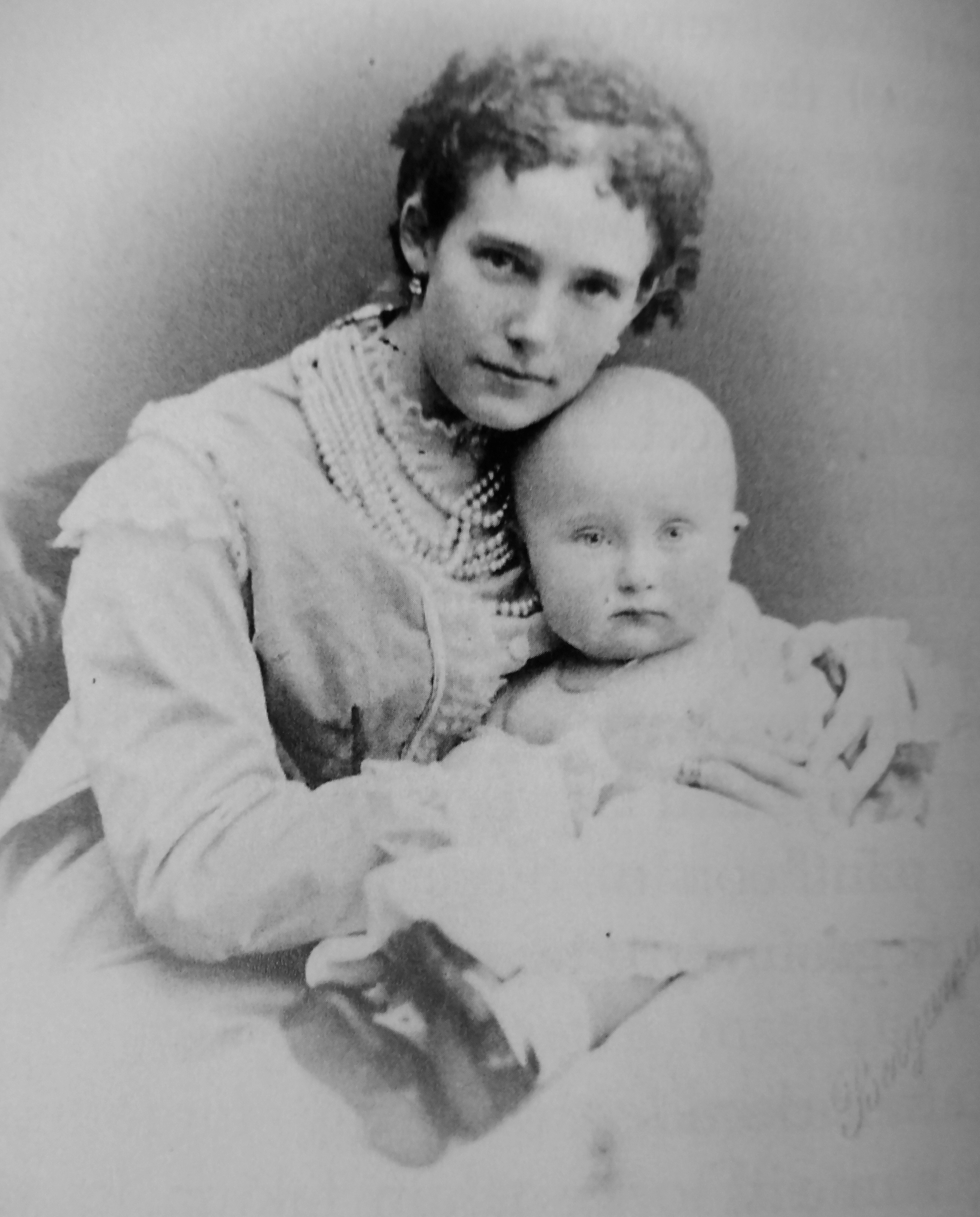
Evženie z Leuchtenbergu se svým jediným synem Petrem Oldenburským

Evženie byla současníky považována za "nejkultivovanější a nejpřátelštější ženu, se kterou se dalo setkat" a Alexandr byl oslavován jako "intelektuální a charakterní muž". Jako velmi oblíbená a vzdělaná princezna hostila Evženie salon, který byl centrem literární, filozofické a vědecké činnosti v Rusku. V roce 1907 byli Evženie s manželem široce známí tím, že věnovali "celý život a větší část bohatství filantropii". Jejich rozsáhlé dary pomohly financovat a zakládat technické školy, nemocnice, sirotčince a další filantropické instituce po celém Rusku. Pomohla také při založení Červeného kříže v Rusku. Jednou takovou institucí, kterou pár založil, byl Oldenburský institut. Jeho účelem bylo poskytnout dvěma tisícům chlapců a dívek obchodní a technické vzdělání, přičemž více než polovina z nich studovala na náklady prince a princezny. Protože trpěla křehkým zdravím, nechodila moc Evženie ven, raději se tiše bavila ve svém domě.
Když byla v lednu 1907 otevřena Petrohradská škola experimentální medicíny, které byla Evženie hlavní patronkou, byl před ní a jejím manželem zavražděn prominentní vládní úředník, generál von Launitz. Generál stál pár kroků od jejího manžela, takže Evženie, která se lekla, že byl zabit on, padla do mdlob.

### Poslední roky
V roce 1914 už byl Alexandr téměř "invalidní", takže cestoval se zdravotní sestrou, která se o něj starala. Později toho roku, při jízdě ve Wiesenthalu v Bádensku se svým komorníkem a zdravotní sestrou utrpěl Alexandr autonehodu, při níž byl velmi těžce zraněn. Při nehodě byli zraněni také další lidé, kteří cestovali s vévodou v autě nebo v autě za nimi, protože jela auta dvě. Alexandr havárii přežil. Později roku 1914 byl Alexandr vybrán carem Mikulášem II. za nejvyššího velitele zdravotnických služeb pro vojenské a námořní síly carského Ruska. Ačkoli byl jeho výběr neobvyklý, aby královský vévoda zastával tak vysokou lékařskou pozici, v jiném královském domě byl princ Ludvík Ferdinand Bavorský chirurgem německé armády.
Princezna Evženie zemřela 4. května 1925 v Biarritz ve Francii, kam musela odejít kvůli revoluci v Rusku. Alexandr ji přežil o sedm let a zemřel 6. září 1932.

## Vývod z předků
|                                       |                                              |  |                 |                                                            |  |  |  |  |  |  |  | François V. de Beauharnais |
|                                       |                                              |  |                 |                                                            |  |  |  |  |  |  |  |                            |
|                                       | Alexandre de Beauharnais                     |  |                 |                                                            |  |  |  |  |  |  |  |                            |
|                                       |                                              |  |                 |                                                            |  |  |  |  |  |  |  |                            |
|                                       |                                              |  |                 | Marie Anne Henriette Françoise de Pyvart de Chastullé      |  |  |  |  |  |  |  |                            |
|                                       |                                              |  |                 |                                                            |  |  |  |  |  |  |  |                            |
|                                       | Evžen de Beauharnais                         |  |                 |                                                            |  |  |  |  |  |  |  |                            |
|                                       |                                              |  |                 |                                                            |  |  |  |  |  |  |  |                            |
|                                       |                                              |  |                 | Joseph-Gaspard Tascher de la Pagerie                       |  |  |  |  |  |  |  |                            |
|                                       |                                              |  |                 |                                                            |  |  |  |  |  |  |  |                            |
|                                       | Joséphine de Beauharnais                     |  |                 |                                                            |  |  |  |  |  |  |  |                            |
|                                       |                                              |  |                 |                                                            |  |  |  |  |  |  |  |                            |
|                                       |                                              |  |                 | Rose-Claire des Vergers de Sannois                         |  |  |  |  |  |  |  |                            |
|                                       |                                              |  |                 |                                                            |  |  |  |  |  |  |  |                            |
|                                       | Maximilian de Beauharnais                    |  |                 |                                                            |  |  |  |  |  |  |  |                            |
|                                       |                                              |  |                 |                                                            |  |  |  |  |  |  |  |                            |
|                                       |                                              |  |                 | Fridrich Michal Falcko-Zweibrückenský                      |  |  |  |  |  |  |  |                            |
|                                       |                                              |  |                 |                                                            |  |  |  |  |  |  |  |                            |
|                                       | Maxmilián I. Josef Bavorský                  |  |                 |                                                            |  |  |  |  |  |  |  |                            |
|                                       |                                              |  |                 |                                                            |  |  |  |  |  |  |  |                            |
|                                       |                                              |  |                 | Marie Františka Falcko-Sulzbašská                          |  |  |  |  |  |  |  |                            |
|                                       |                                              |  |                 |                                                            |  |  |  |  |  |  |  |                            |
|                                       | Augusta Bavorská                             |  |                 |                                                            |  |  |  |  |  |  |  |                            |
|                                       |                                              |  |                 |                                                            |  |  |  |  |  |  |  |                            |
|                                       |                                              |  |                 | Jiří Vilém Hesensko-Darmstadtský                           |  |  |  |  |  |  |  |                            |
|                                       |                                              |  |                 |                                                            |  |  |  |  |  |  |  |                            |
|                                       | Augusta Vilemína Marie Hesensko-Darmstadtská |  |                 |                                                            |  |  |  |  |  |  |  |                            |
|                                       |                                              |  |                 |                                                            |  |  |  |  |  |  |  |                            |
|                                       |                                              |  |                 | Marie Luisa Albertina Leiningensko-Falkenbursko-Dagsburská |  |  |  |  |  |  |  |                            |
|                                       |                                              |  |                 |                                                            |  |  |  |  |  |  |  |                            |
| Evženie Maxmilianovna z Leuchtenbergu |                                              |  |                 |                                                            |  |  |  |  |  |  |  |                            |
|                                       |                                              |  |                 |                                                            |  |  |  |  |  |  |  |                            |
|                                       |                                              |  | Petr III. Ruský |                                                            |  |  |  |  |  |  |  |                            |
|                                       |                                              |  |                 |                                                            |  |  |  |  |  |  |  |                            |
|                                       | Pavel I. Ruský                               |  |                 |                                                            |  |  |  |  |  |  |  |                            |
|                                       |                                              |  |                 |                                                            |  |  |  |  |  |  |  |                            |
|                                       |                                              |  |                 | Kateřina II.                                               |  |  |  |  |  |  |  |                            |
|                                       |                                              |  |                 |                                                            |  |  |  |  |  |  |  |                            |
|                                       | Mikuláš I. Pavlovič                          |  |                 |                                                            |  |  |  |  |  |  |  |                            |
|                                       |                                              |  |                 |                                                            |  |  |  |  |  |  |  |                            |
|                                       |                                              |  |                 | Fridrich II. Evžen Württemberský                           |  |  |  |  |  |  |  |                            |
|                                       |                                              |  |                 |                                                            |  |  |  |  |  |  |  |                            |
|                                       | Žofie Dorota Württemberská                   |  |                 |                                                            |  |  |  |  |  |  |  |                            |
|                                       |                                              |  |                 |                                                            |  |  |  |  |  |  |  |                            |
|                                       |                                              |  |                 | Bedřiška Braniborsko-Schwedtská                            |  |  |  |  |  |  |  |                            |
|                                       |                                              |  |                 |                                                            |  |  |  |  |  |  |  |                            |
|                                       | Marie Nikolajevna Ruská                      |  |                 |                                                            |  |  |  |  |  |  |  |                            |
|                                       |                                              |  |                 |                                                            |  |  |  |  |  |  |  |                            |
|                                       |                                              |  |                 | Fridrich Vilém II.                                         |  |  |  |  |  |  |  |                            |
|                                       |                                              |  |                 |                                                            |  |  |  |  |  |  |  |                            |
|                                       | Fridrich Vilém III.                          |  |                 |                                                            |  |  |  |  |  |  |  |                            |
|                                       |                                              |  |                 |                                                            |  |  |  |  |  |  |  |                            |
|                                       |                                              |  |                 | Frederika Luisa Hesensko-Darmstadtská                      |  |  |  |  |  |  |  |                            |
|                                       |                                              |  |                 |                                                            |  |  |  |  |  |  |  |                            |
|                                       | Šarlota Pruská                               |  |                 |                                                            |  |  |  |  |  |  |  |                            |
|                                       |                                              |  |                 |                                                            |  |  |  |  |  |  |  |                            |
|                                       |                                              |  |                 | Karel II. Meklenbursko-Střelický                           |  |  |  |  |  |  |  |                            |
|                                       |                                              |  |                 |                                                            |  |  |  |  |  |  |  |                            |
|                                       | Luisa Meklenbursko-Střelická                 |  |                 |                                                            |  |  |  |  |  |  |  |                            |
|                                       |                                              |  |                 |                                                            |  |  |  |  |  |  |  |                            |
|                                       |                                              |  |                 | Frederika Hesensko-Darmstadtská                            |  |  |  |  |  |  |  |                            |
|                                       |                                              |  |                 |                                                            |  |  |  |  |  |  |  |                            |